# Braille chinois
Le braille chinois (chinois simplifié : 现行盲文 ; chinois traditionnel : 現行盲文 ; pinyin : Xiànxíng Mángwén ; litt. « braille actuel »), est un système d'écriture braille pour la langue chinoise, en particulier en Chine. Il diffère sensiblement d'autres systèmes braille. Un caractère chinois est généralement représenté par deux ou trois caractères braille, en suivant la prononciation du mandarin standard (transcription hanyu pinyin). Chaque syllabe mandarine peut être décomposée en trois parties : l'initiale  (chinois simplifié : 声母 ; chinois traditionnel : 聲母 ; pinyin : shēngmǔ), la finale (chinois simplifié : 韵母 ; chinois traditionnel : 韻母 ; pinyin : yùnmǔ), et le ton  (chinois simplifié : 声调 ; chinois traditionnel : 聲調 ; pinyin : shēngdiào).

## Symboles
Pour un affichage correct, il faut disposer d'une police Unicode braille, disponible ici.

### Initiales
| Hanyu pinyin | b | c | d | f | g/j | h/x | r | k/q | l | m | n | p | ch | s | t | z | sh | zh |
| Brailles     | ⠃ | ⠉ | ⠙ | ⠋ | ⠛   | ⠓   | ⠚ | ⠅   | ⠇ | ⠍ | ⠝ | ⠏ | ⠟  | ⠎ | ⠞ | ⠵ | ⠱  | ⠌  |

### Finales
| Pinyin    | Brailles |
| --------- | -------- |
| ye/ie     | ⠑        |
| yi/i      | ⠊        |
| wo/uo     | ⠕        |
| er        | ⠗        |
| wu/u      | ⠥        |
| an        | ⠧        |
| wei/ui    | ⠺        |
| yang/iang | ⠵        |
| wai/uai   | ⠽        |
| yuan/üan  | ⠯        |
| wa/ua     | ⠿        |
| ou        | ⠷        |
| ei        | ⠮        |
| yue/üe    | ⠾        |
| ying/ing  | ⠡        |
| yin/in    | ⠣        |
| yan/ian   | ⠩        |
| yong/iong | ⠹        |
| ya/ia     | ⠫        |
| wan/uan   | ⠻        |
| you/iu    | ⠳        |
| ai        | ⠪        |
| wen/un    | ⠒        |
| weng/ong  | ⠲        |
| o/e       | ⠢        |
| ao        | ⠖        |
| wang/uang | ⠶        |
| ang       | ⠦        |
| a         | ⠔        |
| en        | ⠴        |
| yao/iao   | ⠜        |
| yu/ü      | ⠬        |
| eng       | ⠼        |
| yun/ün    | ⠸        |

### Tons
| tons          | 1 | 2 | 3 | 4 | neutre  |
| marque pinyin | ˉ | ˊ | ˇ | ˋ | (aucun) |
| Brailles      | ⠁ | ⠂ | ⠄ | ⠆ | (aucun) |

### Autres symboles
| Symboles | 。 | ， | ？ | ！ | ： | ； | -  | …   | ·（中点） | （ | ） | [／] |
| Brailles | ⠐⠆ | ⠐  | ⠐⠄ | ⠰⠂ | ⠒  | ⠰  | ⠠⠤ | ⠐⠐⠐ | ⠠⠄        | ⠰⠄ | ⠠⠆ | ⠰⠆   |

## Règles
- Les espaces sont ajoutés entre les mots plutôt qu'entre les syllabes.
- Le ton n'est indiqué que quand il est nécessaire à la compréhension. Il est indiqué immédiatement après la finale.
- Les finales des syllabes zi, ci, si, zhi, chi, shi, ri ne sont pas indiquées.

```
Exemple:
Chinois simplifié
 : 
时间不早了！

Chinois traditionnel
 : 
時間不早了！

Pinyin : Shíjiān bù zǎo le !
littéralement : Heure pas tôt !
littérairement : Il est tard ! 
```

```
Braille : 
⠱⠂⠛⠩⠁ ⠃⠥⠆ ⠵⠖⠄ ⠇⠢⠰⠂
```

## Ambigüité et avenir du braille chinois
Alors que les règles du braille ne posent généralement pas beaucoup de problèmes, la pratique de l'omission du ton en pose, ce qui amène de nombreuses confusions. Cependant, cette pratique a une utilité en termes d'économie de caractères, et le texte serait augmenté de 50 % s'il n'en était pas ainsi.
Un autre système, connu sous le nom de braille chinois à deux cellules (en) (chinois simplifié : 汉语双拼盲文 ; chinois traditionnel : 漢語雙拼盲文 ; pinyin : hànyǔ shuāngpīn mángwén) fut développé dans les années 1970. Il permet d'encoder toute l'information (initiale, finale, ton) d'une syllabe en deux cellules braille, ce qui est à la fois moins ambigu et plus économique. Ce nouveau système est dorénavant utilisé en parallèle avec l'ancien.
En République de Chine (Taïwan), le Bopomofo est la référence phonologique plutôt que le hanyu pinyin.

## Sources
- (en) Cet article est partiellement ou en totalité issu de l’article de Wikipédia en anglais intitulé « Mainland Chinese Braille » (voir la liste des auteurs).